# Mumij Troll'
Mumij Troll' (in russo Мумий Тролль?) è un gruppo musicale russo fondato nel 1983 a Vladivostok.
Il gruppo musicale ha rappresentato la Russia all'Eurovision Song Contest 2001 svoltosi a Copenaghen cantando il brano Lady Alpine Blue.

## Formazione
- Il'ja Lagutenko – voce, chitarra, tastiere, tamburello
- Evgenij "Sdvig" Zvidënnyj – basso
- Oleg Pungin – batteria

## Discografia
- 1985 – Novaja Luna aprelja
- 1990 – Delaj ju-ju
- 1997 – Morskaja
- 1997 – Ikra
- 1998 – Šamora. Pravda o Mumijach i Trolljach
- 1998 – S Novym godom, Kroška!
- 2000 – Točno rtut' aloė
- 2002 – Meamury
- 2004 – Pochititeli knig
- 2005 – Slijanie i pogloščenie
- 2007 – Amba
- 2008 – 8
- 2009 – Comrade Ambassador – US
- 2010 – Paradise Ahead – US EP
- 2012 – Vladivostok
- 2013 – SOS matrosu
- 2015 – Piratskie kopii
- 2016 – Malibu Alibi
- 2018 – VOSTOK X SEVEROZAPAD
- 2020 – Prizraki Zavtra
- 2020 – Posle zla